# Stenoma abductella
Stenoma abductella är en fjärilsart som beskrevs av Walker 1864. Stenoma abductella ingår i släktet Stenoma och familjen plattmalar. Inga underarter finns listade i Catalogue of Life.